# Csillagkeresztes Rend

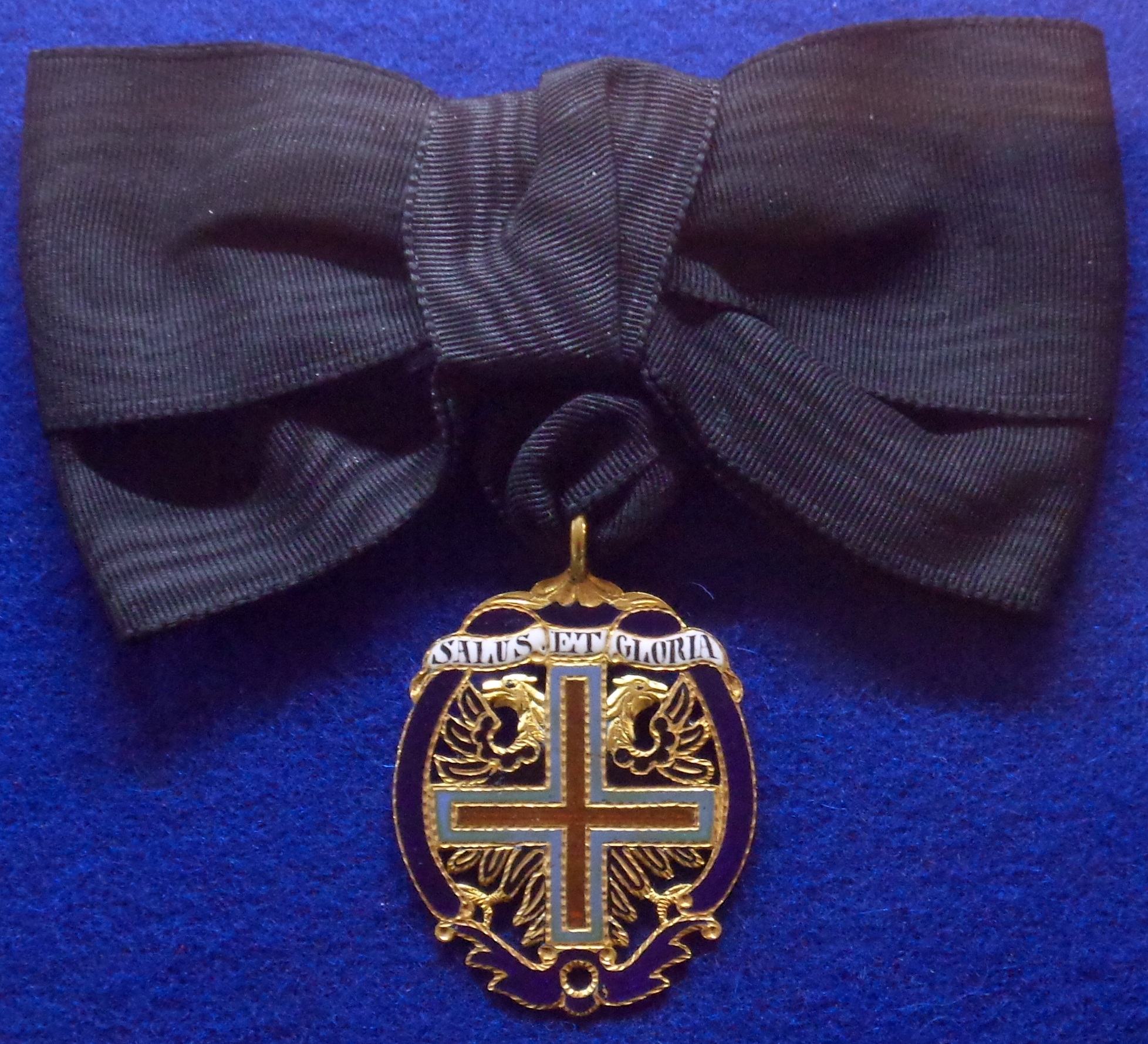
Csillagkeresztes Rend

A Csillagkeresztes Rend (latinul: Ordo Stellatae Crucis, németül: Sternkreuzorden, csehül: Řád Hvězdového kříže) a 17. században alapított, a kamarás címhez hasonló osztrák kitüntetés katolikus, ősnemes hölgyeknek. Ma is adományozzák és számos magyar kitüntetettje volt a történelem folyamán. 
Egyik névváltozata a Csillagkeresztes hölgy (Stellatae Crucis Domina) megnevezés. Egy másik a Csillagkereszt-rend.

## Története és szervezete
A kitüntetést 1668. szeptember 18-án III. Ferdinánd özvegye, Gonzaga Eleonóra magyar királyné (1630–1686) alapította azután, hogy keresztereklyéje sértetlen maradt egy tűzvészben. Az alapítást IX. Kelemen pápa és I. Lipót is megerősítette.
A rend tagjai katolikus vallású, férjes vagy özvegyasszonyok lehettek, akik őspróbát tettek. A próba keretében apai és anyai ágon meghatározott számú nemest kellett igazolniuk. Ez a Habsburg Birodalom különböző részein eltérő számú lehetett, pl. 8 atyai és 4 anyai ős. További feltétel volt, hogy a leendő tag férje kamarás legyen. Ha ilyen címmel a férj nem rendelkezett, akkor az őspróbájával kellett helyettesíteni azt.
A rend tagjai a vallás szolgálatára, a Szent Kereszt tiszteletére, a vallási szertartásokon való részvételre, az erényes és méltányos életre, továbbá az irgalmasságra és jótékonykodásra vállaltak kötelezettséget. Ez magába foglalta a pénzadományozást, a kórházlátogatást, a szenvedőkkel és betegekkel való foglalkozást.
A rend működését alapszabály határozta meg, a tagok száma nem volt korlátozva. A rend élén a legmagasabb védnökasszony (Oberste Schutzfrau) állt, aki általában a császárné volt, ritkán főhercegnő. A rend tisztségviselői a segédhölgyek és a tanácsosnők voltak.
A rend évente kétszer tartott ünnepet, az új tagokat ekkor vették föl. Május 3-án tartották a Kereszt föltalálásának, szeptember 14-én pedig a fölmagasztalásának az ünnepét. Február 6-án az alapítóra és az elhunyt tagokra emlékeztek.

## Leírása
A rend legismertebb jelvényét a 18. század közepétől használják. Ez egy vörös keresztet, a két fejű, korona nélküli, fekete császári sast és kék zománckeretet foglal magába. A keret felső részénél a SALUS ET GLORIA (Üdv és dicsőség) jelszó olvasható fehér zománcalapon. A jelvényt fekete selyemszalaggal a szív fölött viselték.

## Védnökasszonyok
- Gonzaga Eleonóra királyné (1630–1686)
- Pfalz–Neuburgi Eleonóra királyné (1686–1705)
- Vilma Amália királyné (1705–1711)
- Erzsébet Krisztina királyné (1711–1740)
- Mária Terézia királynő (1740–1780)
- Mária Ludovika királyné (1780–1792)
- Bourbon–Szicíliai Mária Terézia királyné (1792–1807)
- Habsburg–Estei Mária Ludovika királyné (1807–1816)
- Karolina Auguszta királyné (1816–1835)
- Savoyai Mária Anna királyné (1835–1848)
- Zsófia Friderika bajor királyi hercegnő (1848–1854)
- Erzsébet királyné (1854–1898)
- Habsburg–Lotaringiai Gizella főhercegnő (1898–1916)
- Mária Jozefa szász királyi hercegnő (1898–1916)
- Zita királyné (1916–1951)
- Regina szász–meiningeni hercegnő (1951–2010)
- Habsburg Gabriella (2010-től)

## Fordítás
- Ez a szócikk részben vagy egészben a Order of the Starry Cross című angol Wikipédia-szócikk ezen változatának fordításán alapul.  Az eredeti cikk szerkesztőit annak laptörténete sorolja fel. Ez a jelzés csupán a megfogalmazás eredetét és a szerzői jogokat jelzi, nem szolgál a cikkben szereplő információk forrásmegjelöléseként.